# Blücher (lokomotiv)
 For alternative betydninger, se Blücher. (Se også artikler, som begynder med Blücher)
Blücher var et af de første jernbanelokomotiver, bygget af George Stephenson i 1814 til for Killingworth gruberne.
Med Blücher indførtes en række tekniske fornyelser:
- Hjul med flanger til at holde lokomotivet på sporet
- Trækkraften baseredes på opnåelse af friktion mellem hjul og skinne
- Stempelstænger forbundet direkte med hjulene

Blücher kunne trække en last på 30 tons ved en hastighed af 4 mph. Det blev opkaldt efter den prøjsiske general general Gebhard Leberecht von Blücher, som efter en forceret march ankom i tide til slaget ved Waterloo og hjalp med at besejre Napoleon.
Stephenson var ikke tilfreds med Blücher’s ydelse, men det han lærte ved konstruktionen fik ham bl.a. til at lede spilddampen fra cylinderen op gennem skorstenen, hvorved den skabte bedre træk og dermed forbedrede forbrændingen i fyret. Dette medførte store forbedringer af hans senere lokomotiver.
Blücher har ikke overlevet. Stephenson genbrugte delene fra det, ved udviklingen af senere lokomotiver.